# 아브드 알 라흐만 3세

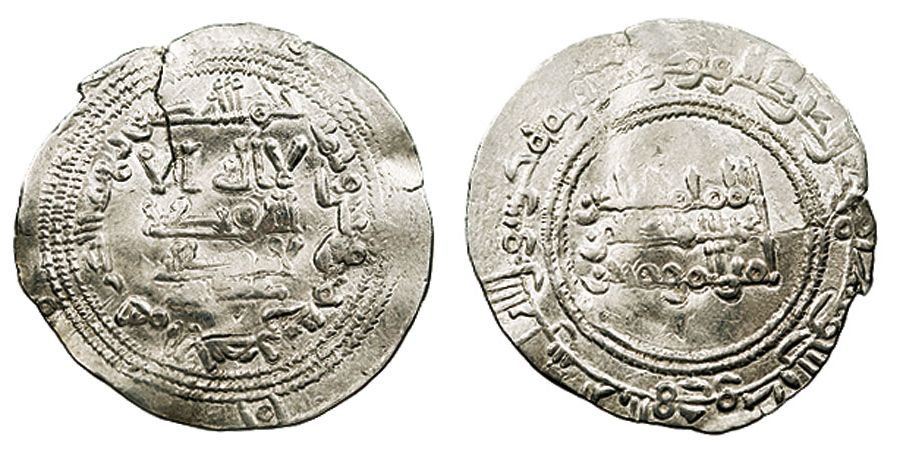

압드 알라흐만 3세(Abd al-Rahman III, 890~961년)는 912년부터 929년까지 코르도바의 우마이야 왕조 아미르였으며, 그 시점에서 그는 코르도바 칼리파국을 설립하여 죽을 때까지 첫 번째 칼리프 역할을 했다. 압드 알라흐만은 20대 초반에 파티마 칼리파국 확장에 맞서 북아프리카의 마흐라와(Maghrawa) 베르베르인을 지원했다. 그의 반세기 통치는 종교적 관용으로 유명했다.